# Микеланђелов Давид
Микеланђелов Давид је Микеланђелово ремек-дело из доба ренесансе које је исклесано у мермеру између 1501. и 1504. године. Статуа, висока 5,17 м са основом, представља библијски лик Давида у тренутку концентрације пред борбу са Голијатом, а исклесана је као симбол средњовековне државе Фиренце. Изворно је постављен испред данашње Палате Векио, седишта фирентинске власти. Скулптура је откривена 8. септембра 1504. године. На првобитном месту од 1910. године налази се реплика скулптуре, а оригинал је од 1873. године, у Галерији Академије (итал. Galleria dell'Accademia) у Фиренци где је заштићен од оштећења.
Микеланђелов Давид је наручен за катедралу у Фиренци и по првобитној идеји био би постављен на један од подупирача (контрафори апсиде) њених зидина као део циклуса монументалних фигура које би украшавале горњи део грађевине. Овај предлог је још из „тречента” (13. века), као што је очигледно из „Погледа на Фиренцу” Андрее да Фиренце, фирентинског сликара који је био један од саветника приликом њене изградње. Још је Донатело добио наруџбу да исклеше Давида у мермеру као део овог пројекта, међутим, овај Давид као и његов парњак Исаија ког је израдио Нани ди Банко су по закључку тадање комисије били исувише малих димензија за ову локацију.
Задатак израде ових фигура у мермеру био је оживљен 1460их, када је вајару Агостину ди Дучу додељен мермерни блок око 5,2 метара висине да исклеса Давида. Агостино, који је вероватно радио по Донателовом моделу, убрзо је напустио делимично исклесани камен, највероватније након Донателове смрти, 1466. године. Блок је на крају додељен Микеланђелу на јавном конкурсу одржаном 1501. године. Далеко од тога да са радило о идеалној наруџби; мермерни блок је био висок али плитак, и Микеланђелов дизајн је морао донекле бити компромитован Агостиновим почетним радом.
Микеланђелов јунак је дечак од шеснаест година који још увек није сасвим одрастао у момка, али са снажним мишићима оних који су већ у том добу били изложени напорном раду. Ремен му лежи преко левог рамена, а камен је још увек у десној руци, мишићи напети а чело наборано и пркосно намрштено.

## Кратка историја статуе
Уговор између Катедрале и Микеланђела је на датум 16. августа 1501. године, са роком испоруке од две године и новчаном накнадом која је касније повишена на 400 дуката. 25. јануара 1504. одржан је састанак истакнутих фирентинских уметника како би се одлучило где треба поставити Давида; Међу учесницима су били Леонардо да Винчи, Ботичели, Филипино Липи, Перуђино и Пјеро ди Козимо. Одлучено је да се Донателова Јудита уклони са улаза у палату Векио, како би се направило место за Микеланђеловог Давида. 8. септембра 1504. године довршена је монтажа испред палате Векио и статуа је тако подигнута на предвиђено место. Године 1873. и да би се спречило њено пропадање, статуа Давида је премештена у Академију Фиренце, а 1910. године, израђена је њена мермерна реплика и постављена испред палате Векио. Микеланђелу је дат мермерни блок из ког је Агостино ди Дучо, покушао да исклеше Давида. Прво је направио воштани модел младог Давида који држи ремен, који би могао послужити као амблем палате (Вазари). Када су Медичи протерани из Фиренце, 26. априла 1527. године, статуа је оштећена клупом избаченом из једног прозора палате, а лева рука је разбијена. Три комада су пронашли Салвијати и Вазари. Године 1543, наредбом војводе Козима I, делови су поново припојени статуи и остала оштећења такође санирана.

## Комисија за локацију постављања Давида
У јануару 1504. године, појавиле су се недоумице у вези колико је мудро да се једна тако изузетна статуа постави на врх катедрале где се никада не би могла посматрати на одговарајући начин. Са дозволом Микеланђела, радна група фирентинске катедрале која је статуу наручила, окупила је комисују од 35 уметника, занатлија и градских званичника с циљем да се донесе одлука о најпогоднијем месту за Давида. Њихова мишљења су остала забележена и забавно их је читати. Један по један су дали своје мишљење, а већина – посебно занатлије и старији уметници – су се трудили да никога не увреде. Један столар је изјавио да он искрено мисли да би статуу требало поставити на врх катедрале, где је од почетка било и предвиђено, и није могао да нађе разлог зашто би се сада друкчије поступило. Месeр и гласник Републике, Франческо, изразио је мишљење да би Давида требало поставити испред палате Векио, на место где се тада налазила Донателова Јудита, мишљење које је делио само још један члан комисије. Франческо је такође предложио и двориште палате Векио; с овим су се сложили један златар и отац Бенвенута Челинија. Један таписер и сликар Давид Гирландајо су фаворизовали место крајње леве стране терасе, на месту где је био хералдички симбол владавине Медичија који је израдио Донатело (марцоко [marzocco], или седећи лав који десном шапом држи штит са љиљанима). Друга двојица сликара Козимо Росели и Сандро Ботичели, сматрали су да ће „див” посебно добро стајати крајње десно, близу степеница цркве Сан Пјеро Скерађо (које је данас упила галерија Уфици). Значајно је да су сликари давали предност месту где би пролазници могли лакше да виде статуу и тако су се изјаснили. Супротставио им се златар Андреа ил Ричо, који је рекао да би „пролазници требало да уђу у двориште и виде статуу, уместо да статуа изађе да види њих.”
Али највећи број мишљења се слагао са архитектама Ђулијаном и Антонијем Сангалом. Њих је бринула мекоћа мермера, који, сматрали су, не би могао издржати дуговечно излагање природним елементима. Због тога су инсистирали да се статуу постави испод централног лука Лођје деј Ланци, зграде у углу трга Сињорија поред галерије Уфици. Други градски весник је изразио негодовање, тврдећи да би статуа тако ометала јавне прославе, али они који су место подржавали, истицали су да би се иза статуе могла подићи једна ниша – Ђулијанао је овде инсистирао да она буде црне боје ради бољег контраста. Леонардо да Винчи, а коме је вероватно било донекле свеједно где ће ићи ремек-дело његовог млађег ривала све док је оно било довољно засењено, сложио се с њима. Филипино Липи и Пјеро ди Козимо рекли су да су сва мишљења изражена с поштовањем, али би можда требало да питају самог Микеланђела за место за Давида. Није остало забележно да су то и учинили, и нико не зна које се то место свиђало самом Микеланђелу. Упркос скоријим и друкчијим тумачењима, формулација Пјеровог сведочења не дозвољава другачији закључак. Тешко да би Микеланђело предложио Лођју деј Ланци, која би статуу сакрила и учинила мањом него што јесте, а залеђе би јој остало у трајној сенци чак и кад иза ње не би била „црна” ниша.
Као што је најчешћи случај са извештајима комисија, и овај је на крају практично занемарен. У мају 1504. године фирентинске власти су поставиле статуу тамо где су вероватно и намеравале – уместо Донателове Јудите, која је померена на друго место на тераси палате Векио.
Постављање колосалног Давида, олакшано генијалном котрљајућом скелом коју је осмислио Ђулијано да Сангало, није остварено без авантуре, јер је у ноћи 14. маја група несташних младића, можда присталица прогнаних Медичија, каменовала статуу; њих осам је ухапшено и бачено у затвор Стинке. Године 1873. Давид је премештен на данашње место на крају дуге галерије Академије. Време је показало да је Ђулијано да Сангало био у праву – мермер је био превише мекан да би се одупро киши, сунцу и леду. Као последица дугог излагања временским непогодама, горњи и задњи део главе, са свим својим сјајним праменовима косе, као и површине рамена, могу се сматрати уништеним. Остали делови овог великог дела, посебно шаке и руке и одређени делови трупа, изгубили су добар део свог првобитног изгледа. Само је лице, заклоњено огромном масом косе, савршено очувано. Поред штете нанесене временским приликама, леву руку погодила је и клупа избачена кроз прозор палате Векио током побуне због протеривања Медичија 1527. године. Рука је пала на терасу и изломила се на три дела. Делове су сакупили Вазари и његов пријатељ, сликар Франческо Салвијати, обојица тада мали дечаци, који су тешке комаде мермера одвукли у цркву Сан Пјеро Скерађо, а затим их превезли на сигурно у кућу оца Салвијатија. Ови преломи на руци и шаци су остали видљиви и након рестаурације.

## Конзервација
Током Другог светског рата, Давид је зазидан циглом како би се заштитио од оштећења од ваздушних бомби. 
Године 1991, један човек је оштетио стопало статуе чекићем. Узорци добијени из тог инцидента омогућили су научницима да утврде да је коришћени мермер добијен из каменолома Фантискрити у Мизељији, из средишње од три мале долине у Карари. У питању је мермер који садржи много микроскопских отвора због којих пропада брже од других мермера. Услед пропадања мермера, од 2003. до 2004. статуа је први пут очишћена од 1843, године. Неки стручњаци су се успротивили употреби воде за чишћење статуе, плашећи се даљег погоршања. Под управом Франка Фалетија, искусни рестауратори Моника Ајхман и Синзија Парнигони преузеле су посао обнављања статуе.
У 2008. години предложени су планови за изолацију статуе од вибрација услед корака туриста у фирентинској Галерији Академије, како би се спречила оштећења на мермеру.